# 福井哲
福井 哲（ふくい さとる、1954年12月16日 - ）は、兵庫県出身のサッカー指導者。

## 来歴
学生時代はスピードに優れドリブルを得意としたサイドアタッカーだった。
立命館大学を卒業し社会人として4年間を過ごした後、サッカー指導者を志して東京学芸大学大学院に入学。同大学サッカー部のヘッドコーチ及び監督を務めた傍ら、1993年には調布市青年会議所が中心となって組織された「東京にプロサッカーチームをつくる会」にサッカー有識者として加わり事務局長を務めた。
その後は日本サッカー協会での指導者養成と併行し、長年に渡って東京ガスサッカー部及び同部がプロ化したFC東京において育成部長やアカデミーアドバイザーとして選手育成に携わった。2006年にはU-18監督に就きJユースカップ準優勝。2014年、育成部部長に再任。
2017年、城西国際大学サッカー部監督に就任。2025年4月より総監督クラブアドバイザー。

## 指導歴
- 東京学芸大学蹴球部
  - ヘッドコーチ
  - 監督
- 日本サッカー協会
  - 技術委員[1]
  - ナショナルトレセンコーチ 指導者養成担当[4]
  - インストラクター[5][6][7][8][9]
  - 2013年 地域ユースダイレクター 兼 インストラクター[10]
- FC東京
  - 育成部部長
  - 2006年 U-18 監督
  - 2012年 - 2013年 アカデミーアドバイザー[1]
  - 2014年 - 2016年 育成部部長[1]
- 2007年 U-15Jリーグ選抜 監督[11]
- 2017年 - 城西国際大学サッカー部 
  - 2017年 - 2024年　監督
  - 2025年 - 総監督（クラブアドバイザー）[3]